# Regione di Atyrau
La regione di Atyrau è una regione del Kazakistan, situata nell'ovest del Paese, sulla costa nord-orientale del mar Caspio. La sua capitale è la città di Atyrau, con una popolazione di 142.500 abitanti. Con 118.600 chilometri quadrati, si contende con la regione di Turkistan il titolo di regione kazaka più piccola; confina con la Russia, così come con le regioni kazake di Aqtobe, Mangghystau e del Kazakistan Occidentale (Batys Qazaqstan).
Una gran parte della regione è situata nell'area petrolifera della depressione caspica; per questo motivo nell'area di Tengiz sono stati costruiti molti impianti d'estrazione e un oleodotto corre dalla città di Atyrau fino a Grozny, in Russia, dove si interseca con un oleodotto russo diretto all'Europa.

Il territorio della regione si estende in una zona semiarida, ragione per cui è interamente coperto dalla steppa arida, povera di specie (il pustynja degli autori russi).
Questa regione è marginalmente europea.

## Distretti
La regione è suddivisa in 7 distretti (audan) e una città autonoma (qalasy): Atyrau.
- Inder
- Isataj
- Mahambet
- Maqat
- Qūrmanǧazy
- Qyzylqoǧa
- Zhylyoj